# Hippocampus capensis
Hippocampus capensis är en fiskart som beskrevs av George Albert Boulenger 1900. Den ingår i släktet sjöhästar och familjen kantnålsfiskar. IUCN kategoriserar arten globalt som starkt hotad. Inga underarter finns listade i Catalogue of Life.